# سد ایتژی-تژی
سد ایتژی-تژی (به لاتین: Itezhi-Tezhi Dam) یک سد و نیروگاه برقابی در زامبیا است که در Itezhi-Tezhi, Zambia واقع شده‌است.